# Memorial address
Memorial address – drugi minialbum japońskiej piosenkarki Ayumi Hamasaki. Wyszedł w dwóch wydaniach – CD i CD+DVD. Wszystkie utwory z tego albumu mają swoje teledyski w wydaniu CD+DVD. W Japonii sprzedano 1 220 000 kopii, w całej Azji 1 600 000.

## Lista utworów

### CD
| # | Tytuł                               | Muzyka         | Aranżacja | Czas |
| - | ----------------------------------- | -------------- | --------- | ---- |
| 1 | "ANGEL'S SONG"                      | Tetsuya Yukumi | HΛL       | 4:56 |
| 2 | "Greatful days"                     | Bounceback     | HΛL       | 4:37 |
| 3 | "Because of You"                    | Bounceback     | HΛL       | 5:20 |
| 4 | "ourselves"                         | Bounceback     | CMJK      | 4:31 |
| 5 | "HANABI 〜episode II〜"             | CREA, D.A.I    | Tasuku    | 4:53 |
| 6 | "No way to say"                     | Bounceback     | HΛL       | 4:43 |
| 7 | "forgiveness"                       | CREA, D.A.I    | CMJK      | 5:49 |
| 8 | "Memorial address" (take 2 version) | Tetsuya Yukumi | Tasuku    | 3:56 |

### DVD
| # | Tytuł                                                   | Czas |
| - | ------------------------------------------------------- | ---- |
| 1 | "ANGEL'S SONG" (teledysk)                               | 5:09 |
| 2 | "Greatful days" (teledysk)                              |      |
| 3 | "Because of You" (teledysk)                             |      |
| 4 | "ourselves" (teledysk)                                  |      |
| 5 | "HANABI 〜episode II〜" (teledysk)                      |      |
| 6 | "No way to say" (teledysk)                              |      |
| 7 | "forgiveness" (teledysk)                                |      |
| 8 | "Special Digest from A museum 〜30th collection live〜" |      |